# Giro de Lombardía 2019
La 113.ª edición del Giro de Lombardía (oficialmente: Il Lombardia), quinto y último monumento de ciclismo de la temporada, se celebró el 12 de octubre de 2019 sobre una distancia de 243 kilómetros con inicio en la ciudad de Bérgamo y final en la ciudad de Como en Italia.
La carrera formó parte del UCI WorldTour 2019, siendo la trigésima séptima competición del calendario de máxima categoría mundial. El vencedor fue el neerlandés Bauke Mollema del Trek-Segafredo seguido del español Alejandro Valverde del Movistar y el colombiano Egan Bernal del INEOS.

## Recorrido
El Giro de Lombardía dispuso de un recorrido total de 243 kilómetros iniciando desde Bérgamo en la región de Lombardía hasta Como, pasando por Colle Gallo, Colle Brianza, Madonna del Ghisallo, Muro di Sormano, Civiglio y San Fermo della Battaglia.

## Equipos participantes
Tomaron parte en la carrera un total de 25 equipos, de los cuales asistieron por derecho propio los 18 equipos UCI WorldTour y 7 equipos de categoría Profesional Continental invitados por la organización, quienes conformaron un pelotón de 175 ciclistas de los cuales finalizaron 109. Los equipos participantes fueron:
| WorldTeams (18)- AG2R La Mondiale - Astana - Bahrain-Merida - Bora-hansgrohe - CCC Team - Deceuninck-Quick Step - Dimension Data - EF Education First - Groupama-FDJ - Team Jumbo-Visma - Lotto Soudal - Mitchelton-Scott - Movistar Team - Katusha-Alpecin - Ineos - Team Sunweb - Trek-Segafredo - UAE Team Emirates Equipos continentales profesionales (7)- Androni Giocattoli-Sidermec - Bardiani CSF - Cofidis, Solutions Crédits - Gazprom-RusVelo - Israel Cycling Academy - Neri Sottoli-Selle Italia-KTM - Vital Concept-B&B Hotels |
| |

## Clasificación final
Las clasificaciones finalizaron de la siguiente forma:
| \| Clasificación general \| Clasificación general \| Clasificación general \| Clasificación general \| Clasificación general \| \| Ciclista \| Ciclista \| Equipo \| Tiempo \| \| \| --------------------- \| --------------------- \| ----------------------------- \| --------------------- \| --------------------- \| \| 1.º \| Bauke Mollema \| Trek-Segafredo \| 5 h 52 min 59 s \| \| \| 2.º \| Alejandro Valverde \| Movistar Team \| + 16 s \| \| \| 3.º \| Egan Bernal \| Team Ineos \| + 16 s \| \| \| 4.º \| Jakob Fuglsang \| Astana \| + 16 s \| \| \| 5.º \| Michael Woods \| EF Education First \| + 34 s \| \| \| 6.º \| Jack Haig \| Mitchelton-Scott \| + 34 s \| \| \| 7.º \| Primož Roglič \| Team Jumbo-Visma \| + 34 s \| \| \| 8.º \| Emanuel Buchmann \| Bora-Hansgrohe \| + 50 s \| \| \| 9.º \| Pierre Latour \| AG2R La Mondiale \| + 50 s \| \| \| 10.º \| Rudy Molard \| Groupama-FDJ \| + 50 s \| \| \| 11.º \| David Gaudu \| Groupama-FDJ \| + 50 s \| \| \| 12.º \| Rafał Majka \| Bora-Hansgrohe \| + 50 s \| \| \| 13.º \| Enric Mas \| Deceuninck-Quick Step \| + 50 s \| \| \| 14.º \| Iván Ramiro Sosa \| Team Ineos \| + 50 s \| \| \| 15.º \| Adam Yates \| Mitchelton-Scott \| + 1 min 57 s \| \| \| 16.º \| Gorka Izagirre \| Astana \| + 2 min 08 s \| \| \| 17.º \| Giovanni Visconti \| Neri Sottoli-Selle Italia-KTM \| + 2 min 08 s \| \| \| 18.º \| Daniel Martin \| UAE Team Emirates \| + 2 min 09 s \| \| \| 19.º \| Gianni Moscon \| Team Ineos \| + 2 min 12 s \| \| \| 20.º \| Pierre Rolland \| Vital Concept-B&B Hotels \| + 2 min 30 s \| \| |                    |                               |                 |
| |                    |                               |                 |
| Fuente: ProCyclingStats |                    |                               |                 |
| Clasificación general |                    |                               |                 |
| Ciclista | Ciclista           | Equipo                        | Tiempo          |
| 1.º | Bauke Mollema      | Trek-Segafredo                | 5 h 52 min 59 s |
| 2.º | Alejandro Valverde | Movistar Team                 | + 16 s          |
| 3.º | Egan Bernal        | Team Ineos                    | + 16 s          |
| 4.º | Jakob Fuglsang     | Astana                        | + 16 s          |
| 5.º | Michael Woods      | EF Education First            | + 34 s          |
| 6.º | Jack Haig          | Mitchelton-Scott              | + 34 s          |
| 7.º | Primož Roglič      | Team Jumbo-Visma              | + 34 s          |
| 8.º | Emanuel Buchmann   | Bora-Hansgrohe                | + 50 s          |
| 9.º | Pierre Latour      | AG2R La Mondiale              | + 50 s          |
| 10.º | Rudy Molard        | Groupama-FDJ                  | + 50 s          |
| 11.º | David Gaudu        | Groupama-FDJ                  | + 50 s          |
| 12.º | Rafał Majka        | Bora-Hansgrohe                | + 50 s          |
| 13.º | Enric Mas          | Deceuninck-Quick Step         | + 50 s          |
| 14.º | Iván Ramiro Sosa   | Team Ineos                    | + 50 s          |
| 15.º | Adam Yates         | Mitchelton-Scott              | + 1 min 57 s    |
| 16.º | Gorka Izagirre     | Astana                        | + 2 min 08 s    |
| 17.º | Giovanni Visconti  | Neri Sottoli-Selle Italia-KTM | + 2 min 08 s    |
| 18.º | Daniel Martin      | UAE Team Emirates             | + 2 min 09 s    |
| 19.º | Gianni Moscon      | Team Ineos                    | + 2 min 12 s    |
| 20.º | Pierre Rolland     | Vital Concept-B&B Hotels      | + 2 min 30 s    |

## Ciclistas participantes y posiciones finales
Convenciones:
- AB-N: Abandono en la etapa N
- FLT-N: Retiro por llegada fuera del límite de tiempo en la etapa N
- NTS-N: No tomó la salida para la etapa N
- DES-N: Descalificado o expulsado en la etapa N

## UCI World Ranking
El Giro de Lombardía otorgó puntos para el UCI World Ranking para corredores de los equipos en las categorías UCI WorldTeam, Profesional Continental y Equipos Continentales. La siguiente tabla muestra el baremo de puntuación y los 10 corredores que obtuvieron más puntos:
| Posición   | 1.º | 2.º | 3.º | 4.º | 5.º | 6.º | 7.º | 8.º | 9.º | 10.º | 11.º | 12.º | 13.º | 14.º | 15.º | 16.º-20.º | 21.º-30.º | 31.º-50.º | 51.º-55.º | 56.º-60.º |
| Puntuación | 500 | 400 | 325 | 275 | 225 | 175 | 150 | 125 | 100 | 85   | 70   | 60   | 50   | 40   | 35   | 30        | 20        | 10        | 5         | 3         |

| Clasificación |                    |                    |        |
| Ciclista      | Ciclista           | Equipo             | Puntos |
| ------------- | ------------------ | ------------------ | ------ |
| 1.º           | Bauke Mollema      | Trek-Segafredo     | 500    |
| 2.º           | Alejandro Valverde | Movistar           | 400    |
| 3.º           | Egan Bernal        | INEOS              | 325    |
| 4.º           | Jakob Fuglsang     | Astana             | 275    |
| 5.º           | Michael Woods      | EF Education First | 225    |
| 6.º           | Jack Haig          | Mitchelton-Scott   | 175    |
| 7.º           | Primož Roglič      | Jumbo-Visma        | 150    |
| 8.º           | Emanuel Buchmann   | Bora-Hansgrohe     | 125    |
| 9.º           | Pierre Latour      | AG2R La Mondiale   | 100    |
| 10.º          | Rudy Molard        | Groupama-FDJ       | 85     |